# Tolcsvay László
Tolcsvay László, született Tolcsvay Nagy László (Budapest, 1950. június 24. –) Kossuth- és  Erkel Ferenc-díjas magyar zenész, énekes, zeneszerző, előadóművész. Felesége a Kossuth-díjjal és A Nemzet Művésze díjjal is kitüntetett Péreli Zsuzsa képzőművész, testvére Tolcsvay Béla, Kossuth-díjas zenész.

## Élete

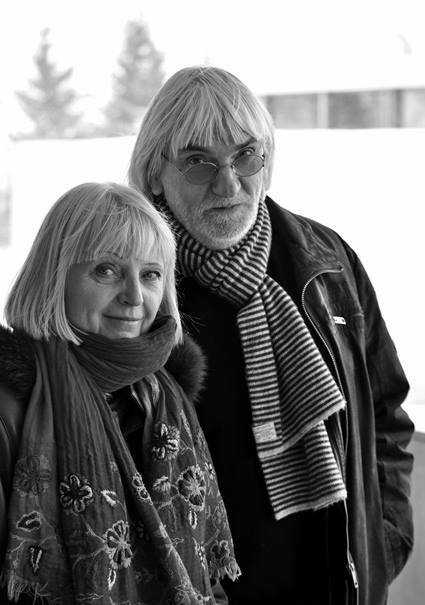
Feleségével, Péreli Zsuzsával (Stekovics Gáspár felvétele)

Pályája aktív korszakában elsősorban rockopera- és musicalszerzőként jegyzett zenész a hatvanas évek beatgenerációjának egyik kimagasló egyénisége volt. Klasszikus zenei tanulmányai mellett beatzenekarokban játszott, tizenhat évesen már dalokat komponált. A Tolcsvay Trio alapító tagjainak egyike volt. 1968-ban vált ismertté, amikor megnyerték a Ki mit tud című televíziós tehetségkutatót. Együttesük az elsők között ötvözte a rockzene elemeit a magyar népzenével, új utat nyitva ezzel a hazai könnyűzenének.
1973-ban komponálta Petőfi Sándor Nemzeti dal című költeményére a később legendássá vált megzenésítését, amely korosztályának, sőt fiatalabb generációknak is egyfajta himnuszává vált. Ugyancsak 1973-tól a Fonográf együttes tagja és zeneszerzője lett, az együttes tagjaként több mint tíz lemez készítésében vett részt. A zenekar a részvételével a 70-es évek Kelet-Európájának egyik legnépszerűbb zenekarává vált. Szerepeltek Hollandia, Belgium és Németország színpadain és tévéprogramjaiban is.
A zenekaroknak írt dalai mellett (Első villamos, Jöjj kedvesem) hosszú ideig írt dalokat Koncz Zsuzsa, Halász Judit és mások számára is. Közel száz, ma már legendás nagylemez őrzi munkáját.
1987-ben komponálta a Magyar Mise című monumentális művét, amelyben ötvöződnek a népi, a klasszikus és a rockzenei hagyományok. A Magyar Mise formájában is jelképes: együtt énekelnek benne a rockvilág nagy egyéniségei operaénekesekkel, modern ütőegyüttes játszik együtt népzenészekkel, beatzenészekkel és egy száztagú kórussal.
Színpadi művei közül a legjelentősebbek közt említhető a Doctor Herz (Müller Péterrel és Bródy Jánossal), mely tíz évig a Madách Színház sikerdarabja volt. A musicalt 1991-ben Angliában a manchesteri Royal Exchange Theatre is bemutatta angol szereposztásban. A Mária evangéliuma (Müller Péterrel és Müller Péter Sziámival) premierje szintén a Madách Színházban volt 1991 húsvétján. Több nyelvre lefordították, és Pozsonytól Brnóig, Németországon, Ausztrián, Svájcon és Olaszországon át Amerikáig örvendeztette meg az embereket. A Dickens Karácsonyi énekéből készült Isten pénze című musicalt (Müller Péterrel és Müller Péter Sziámival) 1995-től tizenhárom évig játszották a Madách Színházban, és számos magyar vidéki színház tűzte műsorára. Emellett tíz éven keresztül minden decemberben Ausztriában, Németországban és Svájcban turnézott az előadás. 2015 óta a Budapesti Operettszínház is játssza.
1999. szilveszter éjjelén mutatta be a Madách Színház a Beszterce ostroma című daljátékát, a darab librettóját ezúttal is Müller Péter és Müller Péter Sziámi írták.
1992-ben Testamentom címmel oratóriumot komponált Bella István verseire, amely a doni magyar tragédia szimfonikus zenekarra és férfikarra írt feldolgozása.
1994-ben a Győri Balett mutatta be Bábel című táncdrámáját, 2002-ben pedig az ÖrökKörök című balettjét. Az utóbbi kompozícióhoz Bródy János írta a verseket, mindkét mű koreográfusa Bombicz Barbara volt.
2003-ban komponálta a Rákóczi-fantáziát, amelyet a Párizsi Magyar Intézetben mutattak be. A mű 2004-ben a Római Magyar Akadémián, 2005-ben pedig Kassán és Brüsszelben is hallható volt.
2006-ban Egy mondat a szabadságról címmel kantátát komponált Bródy János versére, amelyet a Művészetek Palotájában, a Bartók Béla Nemzeti Hangversenyteremben mutattak be az 1956-os forradalom 50. évfordulóján.
2013-ban a Tamási Áron meséjére írt Ördögölő Józsiás című tündérmusicaljét Bori Tamás verseivel a Budapesti Operettszínház mutatta be.
2015-ben a Stendhal regénye nyomán készült Vörös és Fekete című regényes musicaljét mutatták be (Müller Péter Sziámi) a kaposvári Csiky Gergely Színházban.

## Művei

### Zeneművei
- Tolcsvay László-Fazekas Mihály-Bródy János: Lúdas Matyi (1984, Magyar Színkör-MHV, Hungaroton SLPM 13983)
- Magyar Mise rock oratórium – Ungarische Messe, 1987
- Tolcsvay László–Müller Péter–Müller Péter Sziámi: Mária evangéliuma (József, János) – Madách Színház (1991)- (2017 DVD jubileumi koncert MÜPA, GrundRecords)
- Tolcsvay László – Müller Péter – Bródy János: Doctor Herz (Jan Herz) – Madách Színház (1988, Madách Színház-Hungaroton, Hungaroton SLPX 14096-97)
- Tolcsvay László: Bábel (1994, Hungaroton-Gong HCD 33760) – Győri Balett
- Tolcsvay László–Tolcsvay Béla: Magyar Mise / Ungarische Messe (1994, Hungaroton HCD 37761)
- Tolcsvay László–Müller Péter–Müller Péter Sziámi: Isten Pénze (1995, Madách Színház CD 012)
- Tolcsvay–Müller Péter–Müller Péter Sziámi: Mikszáth Kálmán: Beszterce ostroma, (1999, Madách Színház, CD)
- Tolcsvay László–Müller Péter: Vörös és fekete Standhal regénye nyomán (2015)
- Tolcsvay László: A hetedik fénysugár – Rákóczi fantázia [Verseit Müller Péter Sziámi írta, megidézve Janus Pannonius néhány sorát is.] (2017, CD, GrundRecords)

## Kislemezek, albumok
- 1971: SP 838: Zalatnay Sarolta (Tolcsvay L.–Tolcsvay B.: Ne sírj kedvesem) Párhuzamosan létezett ez a kislemez a Koncz Zsuzsa & Tolcsvayék és a Trió kislemezzel

### Önálló albumok
- Várd ki az időt (1983) szövegíró: Bródy János
- Menetrend (1981) Előadó: Koncz Zsuzsa; szövegíró: Bródy János
- Kapcsolj át! (1993) szövegíró: Müller Péter Sziámi
- Óriáskoncert (1994)
- Bábel (1994)
- Testvérek (1994)
- Fehér zaj (1997) szövegíró. Müller Péter Sziámi
- T-Monográf: Tamagocsi (1999) szövegíró: Müller Péter Sziámi
- 12 nő (2002)
- '68 (2018)

## Díjai, kitüntetései
- EMeRTon-díj (1988)
- Erzsébet-díj (1991)
- A Magyar Köztársasági Érdemrend tisztikeresztje (1994)
- Erkel Ferenc-díj (1995)
- Magyar Örökség díj (2015)
- Prima díj (2021)[3]
- Kossuth-díj (2024)

## Portré
- Ez itt a kérdés – Tolcsvay László (2020)
- Hogy volt?! – Tolcsvay László kedvencei (2023)